# Монро Норт (Вашингтон)
Монро Норт (енгл. Monroe North) насељено је место без административног статуса у америчкој савезној држави Вашингтон.

## Демографија
По попису из 2010. године број становника је 1.666.
| Група             | 2000.    | 2010.         |
| Белци             | 0 (0,0%) | 1.470 (88,2%) |
| Афроамериканци    | 0 (0,0%) | 4 (0,2%)      |
| Азијати           | 0 (0,0%) | 20 (1,2%)     |
| Хиспаноамериканци | 0 (0,0%) | 115 (6,9%)    |
| Укупно            | 0        | 1.666         |